# Desmond Morris
Desmond Morris va néixer el 1928 a Wiltshire (Gran Bretanya). És zoòleg, especialitzat en etologia i molt conegut per les seves investigacions sobre la conducta humana. Els seus programes de televisió i documentals han demostrat que també és un gran divulgador científic, capaç de captivar amb els seus arguments, i, alhora crear controvèrsia. Així, el seu llibre El simi nu (The Naked Ape), publicat el 1967, va provocar una forta polèmica per la descripció que hi feia dels humans des d'un punt de vista exclusivament animal.
A més de científic, és un pintor influent en el moviment surrealista britànic i ha fet un gran nombre d'exposicions a les seves obres. El 1975 va presentar a l'Institut d'Arts Contemporànies de Londres una exposició de pintures i dibuixos fets per ximpanzés. En aquest cas, Picasso el va defensar davant dels que pensaven que la feina d'aquests primats no era art.

## Obres
- The Biology of Art (1963)
- The Big Cats (1965) – part de The Bodley Head Natural Science Picture Books, examinant els hàbits dels cinc grans fèlids.[5]
- The Mammals: A Guide to the Living Species (1965)
- The Naked Ape: A Zoologist's Study of the Human Animal (1967)
- The Human Zoo (1969)
- Intimate Behaviour (1971)
- Manwatching: A Field Guide to Human Behaviour (1978)
- Gestures: Their Origin and Distribution (1979)
- Animal Days (1979) – Autobiographical
- The Soccer Tribe (1981)
- Pocket Guide to Manwatching (1982)
- Inrock (1983)
- Bodywatching – A Field Guide to the Human Species (1985)
- Catwatching: & Cat Lore (1986)
- Dogwatching (1986)
- Horsewatching (1989)
- Animalwatching (1990)
- Babywatching (1991)
- Bodytalk (1994)
- The Human Animal (1994) – llibre i sèrie documental de la BBC
- The Human Sexes (1997) – Documental de Discovery/BBC
- Cat World: A Feline Encyclopedia (1997)
- The Naked Eye (2001)
- Dogs: The Ultimate Dictionary of over 1,000 Dog Breeds (2001)
- Peoplewatching: The Desmond Morris Guide to Body Language (2002)
- The Naked Woman: A Study of the Female Body (2004)
- Linguaggio muto (Dumb language) (2004)
- The Nature of Happiness (2004)
- Watching (2006)
- The Naked Man: A Study of the Male Body (2008)
- Baby: A Portrait of the First Two Years of Life (2008)
- Planet Ape (2009)
- Owl (2009) – Part de la sèrie "Animal" de Reaktion Books
- Monkey (2013) – Part de la sèrie "Animal" de Reaktion Books
- Leopard (2014) – Part de la sèrie "Animal" de Reaktion Books
- Bison (2015) – Part de la sèrie "Animal" de Reaktion Books